# Давлумбаєв Аділет Малікович
Аділет Малікович Давлумбаєв (каз. Әділет Даулынбаев; нар. 6 лютого 1988, аул Кулан (Турара Рискулова район), район Турара Рискулова, Жамбильська область) — казахський борець вільного стилю, срібний та бронзовий призер чемпіонатів Азії, дворазовий бронзовий призер Азійських ігор, бронзовий призер Ігор ісламської солідарності, дворазовий срібний та бронзовий призер чемпіонатів світу серед військовослужбовців, бронзовий призер Всесвітніх ігор військовослужбовців, бронзовий призер чемпіонату світу серед студентів. Майстер спорту міжнародного класу Республіки Казахстан.

## Життєпис
Займатися боротьбою почав у 15 років у рідному Кулані. Перший його тренер — Гаджі Могамедов.
З 2007 року особистий тренер Аділета Давлумбаєва — Камаль Гаджимагомедов. У збірній Казахстану дебютував у 2009 році, тренується там під керівництвом Асета Серікбаєва.
Після закінчення військово-спортивного коледжу поступив до Казахської академії спорту та туризму в Алмати, де навчався за спеціальністю «тренер-викладач».
Мешкає в Алмати, представляє спортивне товариство ЦСКА, має звання молодшого сержанта.
Молодший брат Аділета Давлумбаєва Нурдаулет Коктеубаєв, який узяв собі прізвище діда, теж борець, виступає у тій самій ваговій категорії, що й Аділет (до 86 кг), ставав бронзовим призером чемпіонату Казахстану.

## Спортивні результати на міжнародних змаганнях

### Виступи на Чемпіонатах світу
| Змагання                        | Збірна    | Вагова категорія          | Місце |
| ------------------------------- | --------- | ------------------------- | ----- |
| Чемпіонат світу з боротьби 2015 | Казахстан | вільна боротьба, до 86 кг | 18    |
| Чемпіонат світу з боротьби 2018 | Казахстан | вільна боротьба, до 86 кг | 22    |
| Чемпіонат світу з боротьби 2019 | Казахстан | вільна боротьба, до 86 кг | 13    |
| Чемпіонат світу з боротьби 2022 | Казахстан | вільна боротьба, до 92 кг | 12    |

### Виступи на Чемпіонатах Азії
| Змагання                       | Збірна    | Вагова категорія          | Місце  |
| ------------------------------ | --------- | ------------------------- | ------ |
| Чемпіонат Азії з боротьби 2018 | Казахстан | вільна боротьба, до 92 кг | Срібло |
| Чемпіонат Азії з боротьби 2019 | Казахстан | вільна боротьба, до 86 кг | 9      |
| Чемпіонат Азії з боротьби 2022 | Казахстан | вільна боротьба, до 92 кг | Бронза |

### Виступи на Азійських іграх
| Змагання                        | Збірна    | Вагова категорія          | Місце  |
| ------------------------------- | --------- | ------------------------- | ------ |
| Азійські ігри в приміщенні 2017 | Казахстан | вільна боротьба, до 86 кг | Бронза |
| Азійські ігри 2018              | Казахстан | вільна боротьба, до 86 кг | Бронза |

### Виступи на Іграх ісламської солідарності
| Змагання                          | Збірна    | Вагова категорія          | Місце  |
| --------------------------------- | --------- | ------------------------- | ------ |
| Ігри ісламської солідарності 2017 | Казахстан | вільна боротьба, до 86 кг | Бронза |

### Виступи на Чемпіонатах світу з боротьби серед військовослужбовців
| Змагання                                                  | Збірна    | Вагова категорія          | Місце  |
| --------------------------------------------------------- | --------- | ------------------------- | ------ |
| Чемпіонат світу з боротьби серед військовослужбовців 2013 | Казахстан | вільна боротьба, до 84 кг | Бронза |
| Чемпіонат світу з боротьби серед військовослужбовців 2014 | Казахстан | вільна боротьба, до 86 кг | 5      |
| Чемпіонат світу з боротьби серед військовослужбовців 2016 | Казахстан | вільна боротьба, до 86 кг | Срібло |
| Чемпіонат світу з боротьби серед військовослужбовців 2018 | Казахстан | вільна боротьба, до 92 кг | Срібло |

### Виступи на Всесвітніх іграх військовослужбовців
| Змагання                                | Збірна    | Вагова категорія          | Місце  |
| --------------------------------------- | --------- | ------------------------- | ------ |
| Всесвітні ігри військовослужбовців 2015 | Казахстан | вільна боротьба, до 86 кг | Бронза |
| Всесвітні ігри військовослужбовців 2019 | Казахстан | вільна боротьба, до 86 кг | 5      |

### Виступи на Чемпіонатах світу з боротьби серед студентів
| Змагання                                        | Збірна    | Вагова категорія          | Місце  |
| ----------------------------------------------- | --------- | ------------------------- | ------ |
| Чемпіонат світу з боротьби серед студентів 2016 | Казахстан | вільна боротьба, до 86 кг | Бронза |

### Виступи на інших змаганнях
| Змагання                                       | Збірна    | Вагова категорія          | Місце  |
| ---------------------------------------------- | --------- | ------------------------- | ------ |
| Золотий Гран-прі з боротьби 2010 (Тбілісі)     | Казахстан | вільна боротьба, до 74 кг | 11     |
| Гран-прі Іспанії з боротьби 2013               | Казахстан | вільна боротьба, до 84 кг | 7      |
| Турнір Яшара Догу 2014                         | Казахстан | вільна боротьба, до 86 кг | 10     |
| Турнір Олександра Медведя 2014                 | Казахстан | вільна боротьба, до 86 кг | 20     |
| Henri Deglane Challenge 2014                   | Казахстан | вільна боротьба, до 86 кг | Бронза |
| Гран-прі «Іван Яригін» 2015                    | Казахстан | вільна боротьба, до 86 кг | 9      |
| Турнір Олександра Медведя 2015                 | Казахстан | вільна боротьба, до 86 кг | 20     |
| Турнір Яшара Догу 2015                         | Казахстан | вільна боротьба, до 86 кг | 30     |
| Кубок Президента Казахстану з боротьби 2015    | Казахстан | вільна боротьба, до 97 кг | Бронза |
| Турнір Олександра Медведя 2016                 | Казахстан | вільна боротьба, до 86 кг | 18     |
| Меморіал Вацлава Циолковського 2016            | Казахстан | вільна боротьба, до 86 кг | 20     |
| Гран-прі Німеччини з боротьби 2016             | Казахстан | вільна боротьба, до 86 кг | 5      |
| Міжнародний турнір Дінмухамеда Кунаєва 2016    | Казахстан | вільна боротьба, до 86 кг | Срібло |
| Турнір Дана Колова — Николи Петрова 2017       | Казахстан | вільна боротьба, до 86 кг | Бронза |
| Меморіал Вацлава Циолковського 2017            | Казахстан | вільна боротьба, до 86 кг | 8      |
| Міжнародний турнір Дінмухамеда Кунаєва 2017    | Казахстан | вільна боротьба, до 86 кг | Золото |
| Відкритий чемпіонат Монголії з боротьби 2018   | Казахстан | вільна боротьба, до 86 кг | Золото |
| Відкритий чемпіонат Польщі з боротьби 2018     | Казахстан | вільна боротьба, до 86 кг | 10     |
| Міжнародний турнір Дінмухамеда Кунаєва 2018    | Казахстан | вільна боротьба, до 92 кг | Бронза |
| Меморіал Вацлава Циолковського 2019            | Казахстан | вільна боротьба, до 86 кг | 9      |
| Міжнародний турнір Дінмухамеда Кунаєва 2019    | Казахстан | вільна боротьба, до 92 кг | Бронза |
| Турнір Яшара Догу 2021                         | Казахстан | вільна боротьба, до 92 кг | Бронза |
| Меморіал Болата Турлиханова 2022               | Казахстан | вільна боротьба, до 92 кг | Срібло |
| Меморіал Іона Корнеану і Ладислава Сімона 2022 | Казахстан | вільна боротьба, до 92 кг | Золото |
| Міжнародний турнір Дінмухамеда Кунаєва 2022    | Казахстан | вільна боротьба, до 92 кг | 8      |